# Hexx
Pour les articles homonymes, voir Paradox.
Hexx (stylisé HEXX) est un groupe américain de heavy metal, originaire de San Francisco, en Californie. Il ne doit pas être confonu avec le groupe homonyme, originaire de Denver, dans le Colorado.

## Histoire
Le groupe est formé en 1978 sous le nom de Paradox. En 1983, le groupe change son nom en Hexx. Peu de temps après, le groupe signe un contrat avec Shrapnel Records, et sort son premier album No Escape en 1984. L'album était plutôt du heavy metal traditionnel avec de légères influences de la new wave of British heavy metal. Le deuxième album Under the Spell sort en 1986, sur lequel les influences thrash metal étaient clairement audibles. Le chanteur et guitariste Clint Bower, le guitariste Dan Watson, le bassiste Bill Peterson et le batteur John Shafer sortent tous un EP en 1988 avec Watery Graves, et un autre en 1989 avec Quest for Sanity. En 1991, ils sortent leur dernier album, Morbid Reality, sur lequel les influences death metal se font de plus en plus présentes. Le groupe se sépare la même année.
Hexx se reforme en 2013, participant à des festivals comme le Keep It True et le Headbangers Open Air. En 2020, le groupe sort son album Entangled in Sin,.

## Style musical
Au cours de sa carrière, le groupe passe d'un heavy metal plutôt classique à un metal plus extrême comme le thrash et le death metal. 

## Discographie
- 1984 : No Escape (album, Shrapnel Records)
- 1984 : Demo '84 (démo)
- 1986 : Under the Spell (album, Roadrunner Records)
- 1988 : Help Yourself Demo (démo)
- 1988 : Quest for Sanity (EP, Under One Flag)
- 1990 : Watery Graves (EP, Wild Rags Records)
- 1991 : Morbid Reality (album, Century Media Records)
- 2017 : Wrath of the Reaper (album, High Roller Records)
- 2020 : Entangled in Sin (album)